# Irvingia grandifolia
Irvingia grandifolia là một loài thực vật có hoa trong họ Irvingiaceae. Loài này được (Engl.) Engl. mô tả khoa học đầu tiên năm 1911.